# Кичер
Ки́чер (нем. Kitzscher) — город в Германии, в земле Саксония. Подчинён административному округу Лейпциг. Входит в состав района Лейпциг.  Население составляет 5583 человека (на 31 декабря 2010 года). Занимает площадь 28,99 км². Официальный код  —  14 3 79 360.
Город подразделяется на 5 городских районов.